# Botanischer Garten Lluc

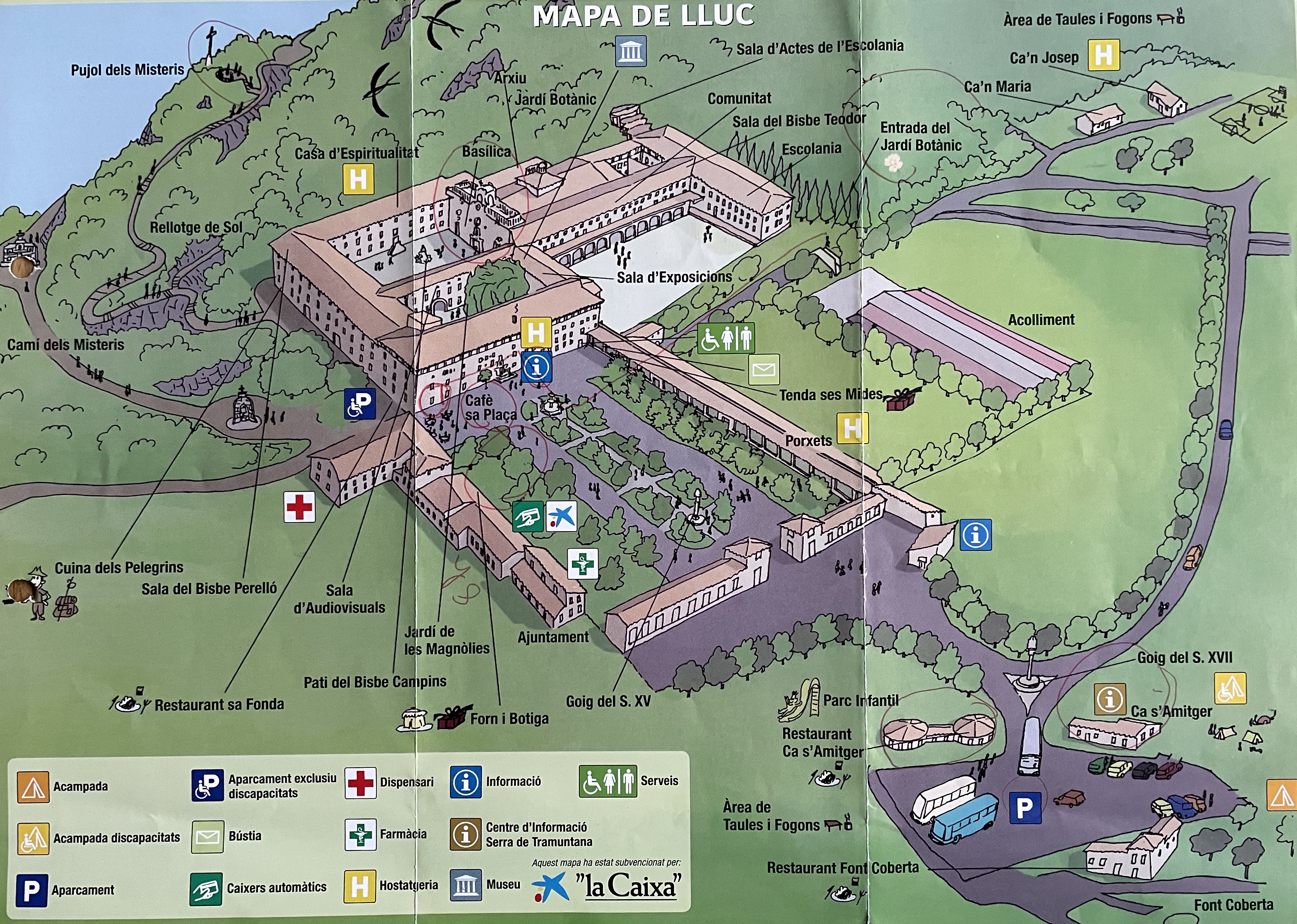
Lageplan des Santuari de Lluc

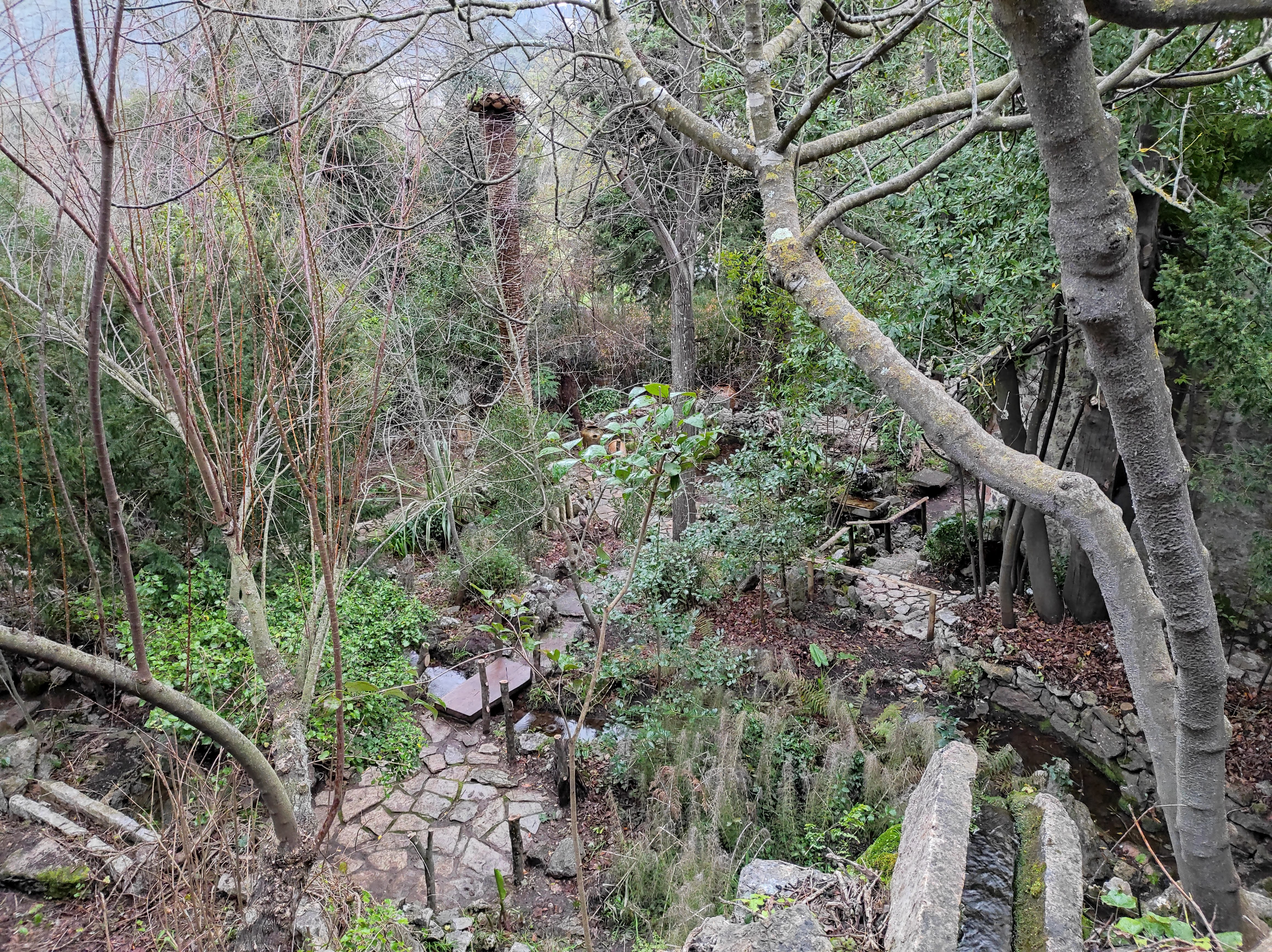
Weg innerhalb des Gartens

Der Jardí botànic de Lluc (deutsch: Botanischer Garten Lluc) befindet sich neben dem Santuari de Lluc in der spanischen Gemeinde Escorca auf der Insel Mallorca in der Autonomen Gemeinschaft der Balearen. Der Garten liegt etwa 500 Meter über dem Meeresspiegel im Bergland der Serra de Tramuntana.

## Geschichte
Der Ursprung des botanischen Gartens geht auf das Jahr 1956 zurück, als dieser Ort ein Garten für die Meditation der Ordensleute des Lluc-Heiligtums war. Die meisten Pflanzen wuchsen damals wild und perfekt an das felsige Gelände angepasst.
Da es auf Mallorca in den 1980er Jahren keinen botanischen Garten gab, wurde der Garten von Lluc häufig von Studenten und Wissenschaftlern besucht, um mehr über die Flora der Insel zu erfahren.
Förderer und Kurator des botanischen Gartens war Germà Macià Ripoll, ein Missionar aus Esporles, der den Garten umgestaltete und zwischen 1993 und 2001 mehrere Erweiterungen durchführte, die dem Garten sein heutiges Aussehen verleihen.

## Zugang
Der Eingang zu dem Garten befindet sich östlich von dem Hauptgebäude des Santuari de Lluc.
Der Zutritt ist kostenfrei.

## Sammlung

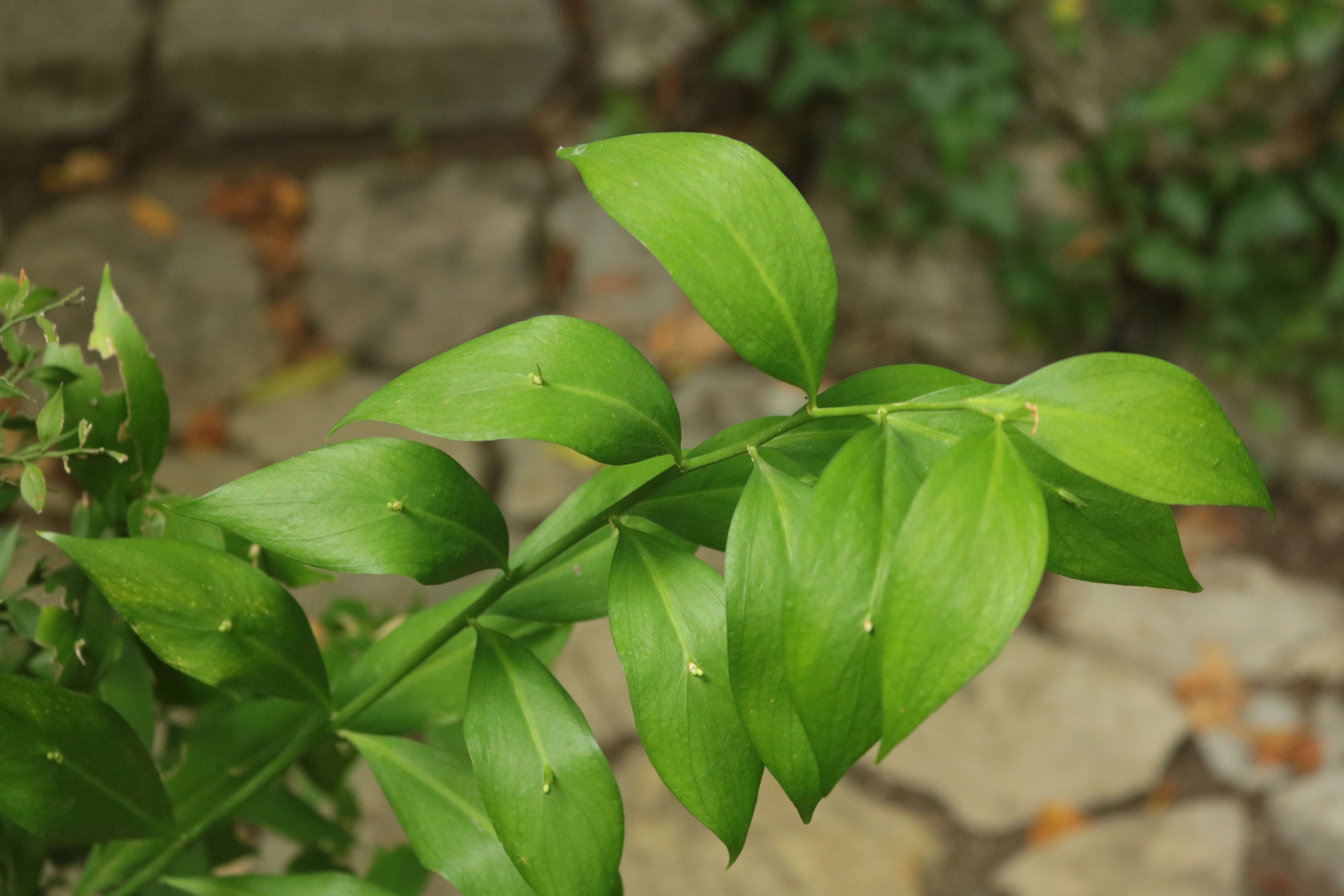
Stechender Mäusedorn

Die kleine Sammlung umfasst etwa 200 Arten, die vornehmlich in der Region beheimatet sind, darunter typisch mediterrane Pflanzen wie der Stechende Mäusedorn (Ruscus aculeatus) sowie etliche Gewürz-Heilpflanzen. Im Arboretum finden sich charakteristische Sträucher und Bäume des westlichen Mittelmeerraums.
Der Garten wird nicht professionell betreut.